# 1920 en Grèce
Chronologie de la Grèce
- 1916
- 1917
- 1918
- 1919
- 1920
- 1921
- 1922
- 1923
- 1924

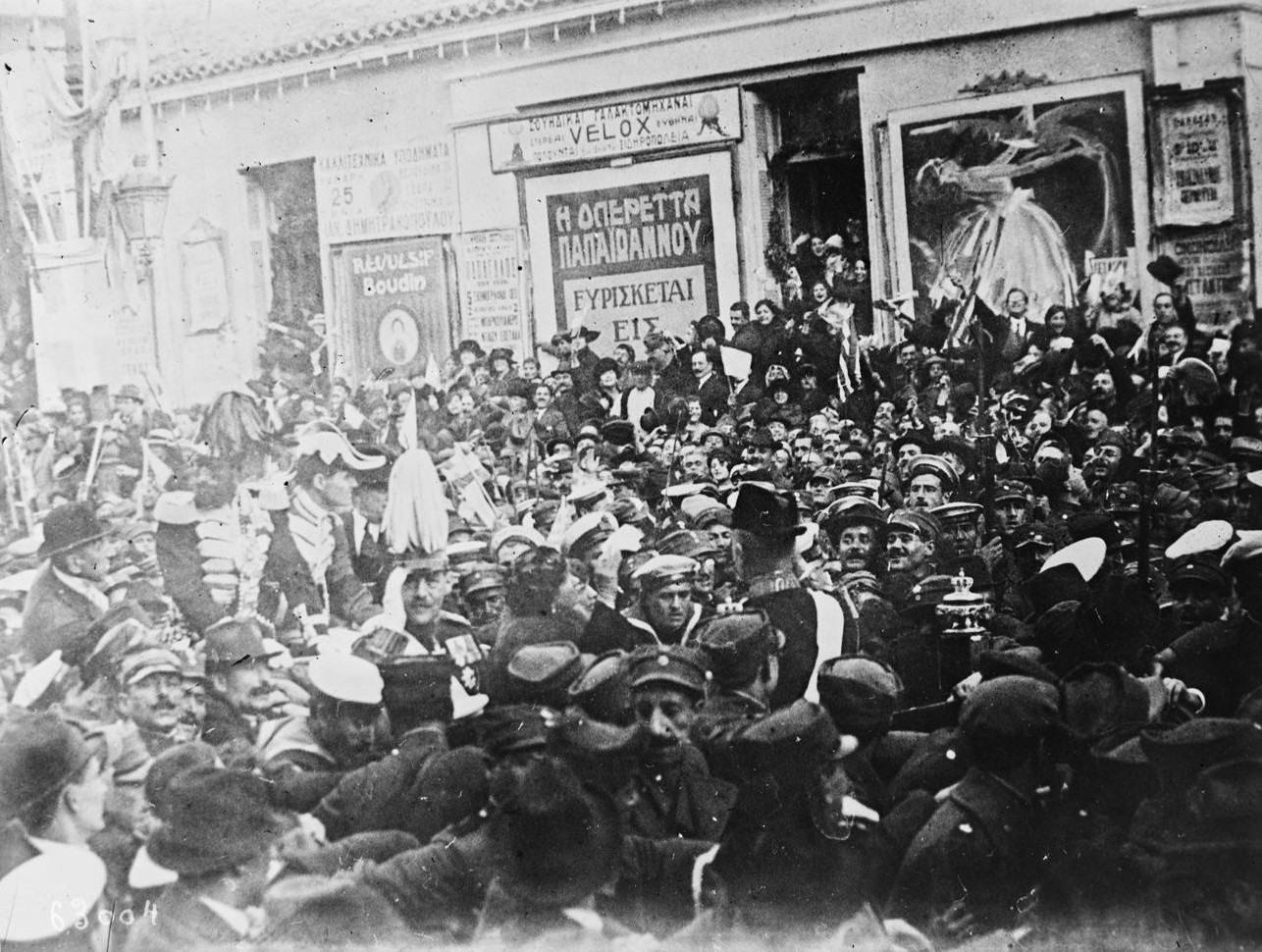
Le retour du roi Constantin Ier, à Athènes, après son exil en Suisse (19 décembre 1920).

Cette page concerne les évènements survenus en 1920 en Grèce  :

## Évènements
Au cours du premier semestre, la Grèce s'est principalement occupée d'établir sa position à Smyrne et de reprendre les autres territoires qui lui avaient été attribués par le traité de Sèvres. Il est décidé que la partie de la Thrace qui avait été prise à la Bulgarie devait être donnée à la Grèce, et la Grèce est autorisée à occuper ce district à la fin du mois de mai. La Thrace turque, y compris la grande ville d'Adrianople, est également attribuée à la Grèce et est occupée par ce pays à la fin du mois de juillet. La Grèce étend ainsi ses dominions jusqu'à la côte de la mer Noire.
Au cours de l'été, il est annoncé que le roi Alexandre Ier a contracté un mariage morganatique avec une certaine Mlle Mános, au cours du mois de novembre, ce qui provoque un énorme scandale. 
- Génocide grec pontique (1916 - 1923)
- Occupation de Smyrne par la Grèce (1919-1922)
- Guerre gréco-turque (1919-1922)
  - juin-septembre : Offensive grecque d'été (en)
  - 24 octobre-12 novembre : Bataille de Gediz (en)
- 12 août : 
  - Alors qu'Elefthérios Venizélos est à Paris, il est victime d'une tentative d'assassinat. La publication à Athènes de la nouvelle de la tentative d'assassinat provoque de graves émeutes contre les partisans réels et supposés de l'ex-roi Constantin.
  - Assassinat d'Íon Dragoúmis.
- 22 août : Accord entre la Grande-Bretagne et la Grèce relatif à l'annulation des capitulations en Égypte (en)
- 1er novembre : Élections législatives.
- 22 novembre : Référendum
- 19 décembre : 
  - Retour d'exil du roi Constantin Ier.
  - Recensement de la Grèce

## Sport
- 23 avril-12 septembre : Participation de la Grèce aux Jeux olympiques à Anvers en Belgique.
- Création de l'équipe de Grèce de football

## Création
- 41e Régiment d'infanterie (en)
- Création des districts régionaux d'Evros (en) et de Rhodope (en)
- Division Kydoniai (en)
- Médaille de la Victoire interalliée (en)
- Opposition unie (en)
- Parti du peuple
- Parti socialiste de Grèce
- Université d'économie d'Athènes

## Dissolution
- 1er, 2e et 3e régiments Serres (en)
- 4e, 5e et 6e régiments Archipelago (en)
- Corps d'armée de la défense nationale (en)
- Division de Smyrne (en)

## Naissance
- George Embiricos, homme d'affaires et collectionneur d'art.
- Elpída Karamandí, résistante.
- Ioánnis Ladás, membre de la dictature des colonels.
- Ilías Lalaoúnis, bijoutier.
- Melina Mercouri, actrice, chanteuse et ministre de la culture.

## Décès
- Alexandre Ier (roi des Hellènes)
- Geórgios Christákis-Zográfos, diplomate et ministre.
- Nectaire d'Égine, archevêque de la Pentapole et fondateur du monastère de la Sainte-Trinité à Égine.